# Alan Borwell
Alan Peter Borwell (* 11. August 1937 in York (England)) ist ein schottischer Schachfunktionär. Er war von 1996 bis 2003 Präsident des Weltfernschachverbandes ICCF.

## Funktionärslaufbahn

### Schottischer Fernschachverband
Borwell war von 1977 bis 1997 Präsident des schottischen Fernschachverbandes SCCA (Nachfolger wurde 1997 David Kilgour). Ab Januar 1980 gab er dessen Bulletin SCCA Magazine heraus. Nach 72 Ausgaben übergab er die Leitung im Jahr 2000 an Iain Mackintosh. 

### Weltfernschachverband ICCF
Seit 1981 vertrat er den SCCA auf allen Kongressen des ICCF. Am 1. Januar 1984 wurde er Mitglied des ICCF-Präsidiums und befasste sich mit der Überarbeitung der Statuten. Insbesondere schuf er die Grundlagen für zukünftige E-Mail-Fernturniere. 1984 übernahm er das Amt des Schatzmeisters, das er bis 1995 innehatte. Anfang 1996 wurde er stellvertretender Präsident. Im September 1997 wählte ihn der ICCF-Kongress in Buenos Aires zum Präsidenten als Nachfolger von Henk Mostert. 2003 wurde Borwell von Josef Mrckvicka abgelöst und vom ICCF zum Ehrenpräsidenten ernannt.

## Schachspieler

### Nahschach
Zwischen 1954 und 1964 war er mehrfach Clubmeister von York. Bei einer Simultanveranstaltung gelang ihm ein Sieg über Paul Keres. 1964 trug er zum Gewinn der englischen Mannschaftsmeisterschaft an Brett 3 seines Teams bei. Bei der Einzelmeisterschaft von Ost-Schottland wurde er 1965 Zweiter, ein Jahr später belegte er bei der britischen Meisterschaft in Sunderland einen Mittelplatz (5,5/11).

### Fernschach
Borwell's erster bedeutender Erfolg im Fernschach war der Gewinn der englischen Mannschaftsmeisterschaft im Fernschach 1961/62 (Postal Chess Club Championship in der British Postal Chess League). Weitere Erfolge waren das Erreichen des Halbfinales bei der 15. und 19. FS-Weltmeisterschaft und der Gewinn der Bronzemedaille bei der 11. FS-Olympiade mit dem schottischen Team. 1993 wurde ihm vom ICCF der Titel Internationaler Meister des Fernschachs verliehen.

## Privat
Seit 1965 lebt Borwell in Inchture (Perth and Kinross, Schottland). Bis zu seiner Pensionierung 1997 arbeitete er bei einer Versicherungsgesellschaft. Er ist verheiratet mit Ehefrau Moira und hat 2 Kinder (Sohn Niall, Tochter Claire).